# Johanna von Merode zu Schloßberg
Johanna von Merode zu Schloßberg (* ?; † 1532) war die Tochter des Gilles (Ägidius) von Merode zu Schloßberg, ihre Mutter Beatrix von Birgel, die zweite Frau ihres Vaters. Johanna war die Ehefrau von Vinzenz von Efferen.
Sie war die Herrin der Herrschaft und Burg Stolberg und ab 1518 alleinige Burgherrin. Aus ihrer Ehe gingen fünf Kinder hervor: Anna von Efferen, die Johann von Dobbelstein heiratete, Hieronymus von Efferen, der Ehemann von Anna von Nesselrode. Das dritte Kind war Wilhelm von Efferen, der in erster Ehe mit Beatrix Schall von Bell und in zweiter Ehe mit Anna von Metternich verheiratet war. Regina von Efferen, das vierte Kind wurde Priorin von Heinsberg. Das fünfte Kind war Vinzenz von Efferen, der unverheiratet blieb.
Nach dem Tod ihres Ehemannes übernahm Johanna die Herrschaft über Stolberg. So existieren Urkunden vom 8. Februar und 24. April 1525, die ihr Siegel tragen. Stolberg besaß zu dieser Zeit noch kein eigenes Schöffengericht.
Johanna starb 1532 und wurde in der Kapelle der Stolberger Burg beigesetzt. Sie vererbte das Lehen Stolberg an ihren Sohn Hieronymus von Efferen.
Der Wormser Fürstbischof Wilhelm von Efferen war ihr Enkel.